# María Elena
María Elena is een gemeente in de Chileense provincie Tocopilla in de regio Antofagasta. María Elena telde 6.457 inwoners in 2017 en heeft een oppervlakte van 12.197 km².